# 西隆兵站
西隆兵站（Shillong Cantonment）是印度梅加拉亚邦东卡西丘陵县的一个兵站（Cantonment）城镇。总人口12385（2001年）。

## 人口
该地2001年总人口12385人，其中男性7069人，女性5316人；0—6岁人口1506人，其中男769人，女737人；识字率74.07%，其中男性为77.90%，女性为68.96%。